# Dampierre-en-Bray
Dampierre-en-Bray település Franciaországban, Seine-Maritime megyében. Lakosainak száma 448 fő (2022. január 1.). Dampierre-en-Bray Brémontier-Merval, Cuy-Saint-Fiacre, Doudeauville, Gancourt-Saint-Étienne és Ménerval községekkel határos.

## Népesség
A település népességének változása:
| Lakosok száma | 464  | 463  | 467  | 453  | 447  | 442  | 444  | 446  | 448  |
|               | 2013 | 2015 | 2016 | 2017 | 2018 | 2019 | 2020 | 2021 | 2022 |